# Thomas Sully
Thomas Sully,  född 19 juni 1783 i Horncastle, Lincolnshire, död 5 november 1872 i Philadelphia, Pennsylvania, var en brittisk-amerikansk målare.
Sully flyttade till USA 1806, studerade i Richmond och Norfolk i Virginia, studerade någon tid i Boston för Gilbert Stuart, var bosatt i New York och från 1808 i Philadelphia. Han besökte London 1809–10, då han målade för Benjamin West, och 1837–38, då han utförde bland annat ett porträtt av drottning Viktoria i helfigur.
Han var huvudsakligen porträttmålare. Bland hans alster märks porträtt av La Fayette, Frances och Charles Kemble, Thomas Jefferson, Rebecca Gratz samt G.F. Cooke. Han målade även Washington övergår Delaware.